# Aplomya integra
Aplomya integra är en tvåvingeart som först beskrevs av Robineau-desvoidy 1863.  Aplomya integra ingår i släktet Aplomya och familjen parasitflugor.
Artens utbredningsområde är Frankrike. Inga underarter finns listade i Catalogue of Life.